# Sandy Casar
Pour les articles homonymes, voir Casar.
Sandy Casar, né le 2 février 1979 à Mantes-la-Jolie, est un coureur cycliste français. Professionnel de 2000 à 2013, il a effectué toute sa carrière au sein de l'équipe dirigée par Marc Madiot, la Française des jeux. Vainqueur notamment de trois étapes du Tour de France, ce francilien d'origine s'est aussi classé sixième du Tour d'Italie 2006 et deuxième du Paris-Nice 2002.

## Biographie

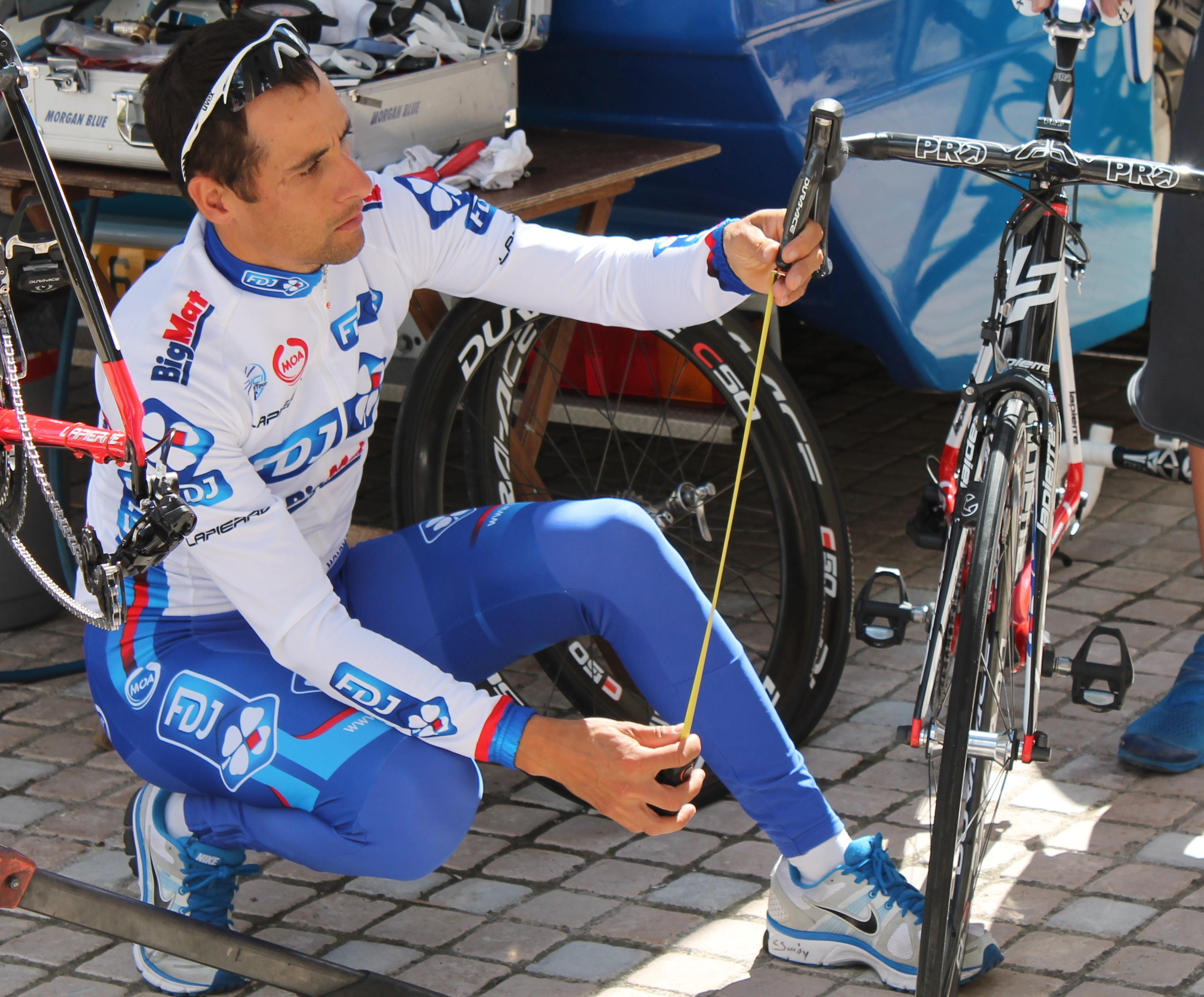
Sandy Casar à Lacaune avant le départ de la Route du Sud 2012.

Sandy Casar est membre de La Française des jeux depuis le début de sa carrière. Il passe professionnel en 2000 après un passage dans l'équipe Jean Floch/Mantes chez les amateurs.
Il se révèle sur Paris-Nice en 2002 qu'il achève à la deuxième place à 23 ans,,. L'année suivante, il remporte une étape du Tour de Suisse. Il se distingue surtout dans des courses par étapes comme le Tour d'Italie (13e en 2003, 6e en 2006) ou le Tour de France (16e en 2004). Lors du Tour d'Italie 2006, il termine pour la première fois dans les 10 premiers d'un grand tour en profitant d'une très longue échappée. Il porte de la 6e à la 15e étape le maillot blanc de meilleur jeune sur le Tour de France 2004, sans toutefois en être le leader (Voeckler leader du classement portait également le maillot jaune). Il remporte la Route du Sud en 2005, la seule course à étapes à son palmarès.
Le 27 juillet 2007, participant une échappée à quatre dans le Tour, il chute avec Frederik Willems à la suite d'une collision avec un labrador qui traversait la route. Il parvient malgré tout à rejoindre les deux hommes de tête en compagnie d'Axel Merckx. Finalement, il remporte à Angoulême cette 18e étape au sprint devant Axel Merckx, Laurent Lefèvre et Michael Boogerd, après s'être détaché à 2 km 800 de l'arrivée. 
Casar collectionne les deuxièmes places sur les étapes du Tour. En 2005, il termine deuxième des 12e et 19e étapes (devancé par David Moncoutié et Giuseppe Guerini), en 2007 de la 10e étape (remportée par Cédric Vasseur), en 2008 de la 16e étape (victoire de Cyril Dessel), en 2009 de la 8e étape remportée par Luis León Sánchez et en 2010 de la 16e étape remportée par Pierrick Fédrigo. Sandy Casar termine 13e et meilleur coureur français du Tour 2008.
En 2009, il se classe 10e du Tour de France et il est déclaré vainqueur de la 16e étape après le déclassement de Mikel Astarloza pour dopage. En 2010, il gagne la 9e étape du Tour de France en devançant au sprint Luis León Sánchez et Damiano Cunego à Saint-Jean-de-Maurienne, après une échappée partie dès le deuxième kilomètre.
En 2011, il s'impose dans la semi-classique Paris-Camembert, course sur le podium de laquelle il est déjà monté à deux reprises. Il se classe aussi troisième du Tour du Finistère. Lors du Tour de France, il participe à l'échappée sur la 9e étape et arrive 3e à Saint-Flour, derrière Luis León Sánchez et Thomas Voeckler.
Handicapé par des problèmes physiques,  il annonce le 6 septembre 2013 qu'il met un terme à sa carrière professionnelle. Au mois de novembre de la même année il est fait chevalier de l'ordre national du Mérite en même temps que Christophe Bassons. Il met fin définitivement à sa carrière de cycliste en janvier 2015, après deux saisons passées à faire du cyclo-cross avec la structure du VC Pacy.
Après sa carrière de coureur, il gère une station de lavage. En juillet, il travaille pour ASO en tant que chauffeur des invités du Tour de France. Il s'est reconverti dans la course à pied et participe à des marathons. Devenu père de famille, il dit avoir eu la chance de « vivre de sa passion », mais ne se reconnaît plus dans le vélo actuel, « qui a perdu son côté familial et qui est désormais géré comme une entreprise ». Casar pointe du doigt les stratégies des équipes qui se concentrent sur un leader et brident les autres coureurs, empêchant ces derniers de participer à des échappées ou de prendre des initiatives. Il critique également l'utilisation des réseaux sociaux qu'il juge « fictifs »,.

## Position sur le dopage
Considéré comme un coureur « propre », Sandy Casar a couru pendant les « années sombres » du cyclisme. Dans une vidéo pour le MPCC en 2016, Pierrick Fédrigo estime que Sandy Casar aurait pu gagner de nombreuses courses s'il n'y avait pas eu autant de dopage dans la concurrence. Casar avait confié en 2004 : « c'est quand je suis le plus lessivé que je suis le plus content de moi. Le sentiment d'avoir bien fait mon boulot, de m'être personnellement dépassé, même sans résultat au bout, fait oublier toutes les douleurs. C'est le bonheur particulier du cycliste ». Et il ajoutait à propos du dopage, « la grande affaire de notre génération » : « quand l'un d'entre nous obtient un résultat, même petit, ça nous encourage tous à continuer, car ça veut dire qu'en étant correct, on peut arriver à quelque chose. Que l'on n'est pas condamné au dopage... Et qu'il y a toujours l'amour du métier ».

## Palmarès

### Palmarès amateur
- 1997
  - 3e du Chrono des Nations juniors
- 1998
  - 3e du Prix Albert-Gagnet
- 1999
  -  Champion de France du contre-la-montre espoirs
  - 4e étape du Tour de Seine-et-Marne
  - 2e du Grand Prix U
  - 2e de Paris-Tours espoirs

### Palmarès professionnel
| - 2002 - 4e étape du Circuit franco-belge - 2e de Paris-Nice - 3e de Paris-Camembert - 2003 - 4e étape du Tour de Suisse - 2e des Boucles de l'Aulne - 2004 - 2e étape du Tour du Poitou-Charentes - 2e de la Route du Sud - 3e du Duo normand (avec Carlos Da Cruz) - 2005 - Classement général de la Route du Sud - 3e de Paris-Camembert - 2006 - 6e du Tour d'Italie | - 2007 - 18e étape du Tour de France - 2008 - 3e de la Polynormande - 6e du Tour de Romandie - 8e du Tour du Pays basque - 2009 - 16e étape du Tour de France - 10e du Tour de France - 2010 - 9e étape du Tour de France - 6e du Tour du Pays basque - 2011 - Paris-Camembert - 3e du Tour du Finistère |  |

## Résultats sur les grands tours

### Tour de France
11 participations
- 2002 : 83e
- 2003 : 111e
- 2004 : 16e
- 2005 : 29e
- 2006 : 69e
- 2007 : 71e, vainqueur de la 18e étape
- 2008 : 13e
- 2009 : 10e, vainqueur de la 16e étape
- 2010 : 25e, vainqueur de la 9e étape
- 2011 : 27e
- 2012 : 22e

### Tour d'Italie
5 participations
- 2003 : 13e
- 2005 : 81e
- 2006 : 6e
- 2012 : 25e
- 2013 : non-partant (4e étape)

### Tour d'Espagne
2 participations
- 2008 : 19e
- 2009 : abandon (14e étape)

## Classements mondiaux
Jusqu'en 2004, le classement UCI concerne tous les coureurs ayant obtenu des points lors de courses du calendrier international de l'Union cycliste internationale (324 courses en 2004). En 2005, l'UCI ProTour et les circuits continentaux sont créés, ayant chacun leur classement. De 2005 à 2008, le classement de l'UCI ProTour classe les coureurs membres d'équipes ProTour en fonction des points qu'ils ont obtenu lors des courses du calendrier UCI ProTour, soit 28 courses en 2005, 27 en 2006, 26 en 2007. En 2008, le calendrier du ProTour est réduit à 15 courses en raison du conflit entre l'UCI et les organisateurs de plusieurs courses majeures. Les trois grands tours, Paris-Roubaix, la Flèche wallonne, Liège-Bastogne-Liège, le Tour de Lombardie, Tirreno-Adriatico et Paris-Nice ne sont donc pas pris en compte dans le classement ProTour 2008. En 2009 et 2010, un « classement mondial UCI » remplace le classement ProTour. Il prend en compte les points inscrits lors des courses ProTour et des courses qui n'en font plus partie, regroupées dans un « calendrier historique », soit au total 24 courses en 2009 et 26 en 2010. Ce nouveau classement prend en compte les coureurs des équipes continentales professionnelles. En 2011, l'UCI ProTour devient l'UCI World Tour et reprend dans son calendrier les courses qui l'avaient quitté en 2008. Il comprend 27 courses en 2011 et son classement ne concerne plus que les coureurs membres des 18 équipes ProTeam.
Sandy Casar apparaît pour la première fois au classement UCI en 2000. Il obtient son meilleur classement en 2008 : 46e.
| Année                  | 2000 | 2001 | 2002 | 2003 | 2004 | 2005 | 2006 | 2007 | 2008 | 2009 | 2010 | 2011 | 2012 | 2013 |
| ---------------------- | ---- | ---- | ---- | ---- | ---- | ---- | ---- | ---- | ---- | ---- | ---- | ---- | ---- | ---- |
| Classement UCI         | 542e | 373e | 138e | 130e | 79e  |      |      |      |      |      |      |      |      |      |
| Classement ProTour     |      |      |      |      |      | 146e | 69e  | 95e  | 46e  |      |      |      |      |      |
| Calendrier mondial UCI |      |      |      |      |      |      |      |      |      | 83e  | 69e  |      |      |      |
| UCI World Tour         |      |      |      |      |      |      |      |      |      |      |      | nc   | 146e | nc   |